# Легіслатура штату Каліфорнія
Законодавчі збори штату Каліфорнія — двопалатний законодавчий орган штату Каліфорнія. Складається із нижньої палати, Асамблеї штату Каліфорнія, із 80 депутатами, та верхньої палати, Сенату штату Каліфорнія, із 40 депутатами. Члени Асамблеї обираються на терміни в 2 роки, члени Сенату обираються на 4 роки (половина переобирається щодва роки). Встановлено обмеження на тривалість перебування однієї людини в Законодавчих зборах - 12 років. Обидві палати засідають в Капітолії штату Каліфорнія в місті Сакраменто. Законодавчі збори Каліфорнії є одним з лише десяти законодавчих органів штату в США, в якому депутатство є повною зайнятістю.
Наразі Демократична партія має кваліфіковану більшість в обох палатах, достатню щоб долати вето губернатора. Нижня палата наразі складається з 61 демократа, 18 республіканців та одного позафракційного. Сенат складається з 29 демократів та 11 республіканців. За виключенням нетривалого періоду в 1995-1996, Асамблея була під контролем демократів із 1970 року. Демократи мають більшість у Сенаті неперервно із 1970 року.
Депутати нового скликання вперше збираються опівдні першого понеділка грудня, наступного після виборів (вибори відбуваються в листопаді), щоб обговорити організаційні питання. Після цього Законодавчі збори йдуть на канікули, і наступна робоча зустріч відбувається в перший понеділок січня наступного року, але не раніше 3 січня. Із цього моменту починається дворічна сесія, в кінці якої відбуваються нові вибори. Окрім канікул між першими двома засіданнями нового скликання, сесія триває безперервно.
З моменту того, як Каліфорнія отримала статус штату 9 вересня 1950 року в рамках «Компромісу 1850 року», столицями штату були Сан-Хосе (1850-1851), Вальєхо (1852-1853) та Беніша (1853-1854), поки Сакраменто не став столицею остаточно в 1854 році. Першим "капітолієм" штату Каліфорнія був готель в Сан-Хосе, яким володів разом із своїми партнерами П'єр Сансевейн, один з делегатів конституційної конвенції.

## Терміни повноважень
Члени Асамблеї обираються з 80 асамблейних виборчих округів на дворічні терміни, тобто вибори до Асамблеї відбуваються щодва роки. Членів Сенату вибирають в 40 сенатських виборчих округах на чотирирічні терміни. Через кожні два роки половина складу Сенату (20 мандатів) переобирається. при чому у виборчих округах із непарними номерами вибори відбуваються одночасно із виборами президента США, а в округах з парними номерами під час проміжних виборів.
Обмеження кількості термінів було вперше встановлене в 1990 році після ухвалення Законодавчої пропозиції 140. В червні 2012 була ухвалена Законодавча пропозиція 28, яка обмежила тривалість перебування в Законодавчих зборах Каліфорнії до 12 років, не залежно від того чи людина була депутатом Сенату, чи Асамблеї. Депутати вперше обрані до 5 червня 2012 підлягають попереднім правилам щодо термінів 1990 року, які обмежують депутатів трьома термінами в Асамблеї та двома в Сенаті.

## Ведення документації
Діяльність Законодавчих зборів штату Каліфорнія коротко узагальнюється в регулярно видаваних журналах, де показується хто за що голосував, що пропонував і що відкликав. Звіти, підготовані органами виконавчої влади Каліфорнії, а також Законодавчими зборами, публікувались в додатках до журналів з 1849 до 1970 року. З 1990-их років Законодавчі збори забезпечують пряму відеотрансляцію своїх сесій, які транслюються по всьому штату на каналі «Каліфорнія» та по безкоштовному місцевому кабельному телебаченні. Через велику витратність цього, в Каліфорнії не велись стенограми виступи членів Асамблеї та Сенату до 1990-их, коли почали робити відеозаписи. В результаті, для законодавства ухваленого до 1990-х, надзвичайно складно реконструювати законодавчі наміри поза тим, що написано в преамбулі.
Із 1993 року Законодавчі збори ведуть web/ftp-сайт, в тій чи іншій формі. Поточний вебсайт містить тексти усіх статутів, усіх законів, тексти усіх версій законопроєктів, тексти висновків всіх комітетів щодо законопроєктів, протоколи усіх голосувань за законопроєкти в комітеті чи в сесійній залі, а також всі повідомлення про накладення вето від губернатора. Раніше, комітети іноді публікували звіти щодо важливих законів, але більшість законів не були достатньо важливими щоб виправдати витрати на друк та розповсюдження звітів про них до архівів та юридичних бібліотек по всьому штату. Для законів, про як нема подібних звітів, єдиним способом з'ясувати законодавчий намір - це вручну переглянути документи відповідних законодавців, законодавчих комітетів та губернатора з відповідного періоду часу в архіві в Сакраменто.

## Законодавча процедура
На розгляд Законодавчих зборів може виноситись білль (законопроєкт) про створення, зміну або скасування будь-якого закону штату Каліфорнія. Біллі Асамблеї (AB) вносяться на розгляд Асамблеї, Біллі Сенату (SB) вносяться на розгляд Сенату. Біллям призначається номер, що є порядковим номером їх внесення до відповідної палати. Наприклад, "AB 16" означає білль внесений на розгляд Асамблеї 16-им за порядком. Нумерація починається спочатку для кожної сесії. Також можуть бути позачергові сесії, для них нумерація також є окремою. Наприклад, третій білль внесений до Асамблеї на другій позачерговій сесії має номер "ABX2 3". Ім'я автора законопроєкту стає частиною назви законопроєкту.
Законодавча процедура складається з таких етапів:
- Підготовка законопроєкту — сенатор або член Асамблеї вирішує стати автором законопроєкту. Цей законодавець відсилає свою ідею законопроєкту до Каліфорнійського законодавчого офісу, який на основі цієї ідеї складає текст законопроєкту і повертає його законодавцю для подання на розгляд.
- Перше читання — законодавець вперше представляє законопроєкт зачитуючи вголос (самостійно або хтось інший) на пленарному засіданні: номер законопроєкту, назву та ім'я автора. Далі законопроєкт відправляється до Офісу публікацій штату для публікації. Протягом 30 днів між публікацією та внесенням на розгляд законодавець не має права робити щось із цим законопроєктом, окрім законопроєктів щодо бюджету.
- Розгляд комітетом — після внесення законопроєкту на розгляд, він потрапляє до Комітету з правил, який далі відправляє його до іншого комітету, відповідно до теми законопроєкту. В цьому комітеті відбувається перше слухання щодо законопроєкту, під час якого його автор представляє його членам комітету. Комітет заслуховує виступи на підтримку та проти законопроєкту. Далі комітет голосує щодо того чи направляти законопроєкт далі, чи відправити його на доопрацювання. Відправлення на доопрацювання може відбуватися декілька разів. Якщо більшість членів комітету голосує за відправлення законопроєкту далі, він відправляється до наступного комітету або до сесійної зали.
- 'Фіскальна перевірка — фіскальний комітет розглядає законопроєкт на предмет того чи він містить асигнування або має фінансові наслідки для штату.
- Розгляд в сесійній залі — відбувається коли законопроєкт рекомендовано до розгляду. Зазвичай, це не супроводжується великим обговорення, часто це робиться і без обговорення. Якщо на цій стадії до законопроєкту вносяться зміни, його можуть відправити на повторний розгляд до комітету.
- Голосування в сесійній залі. Зазвичай законопроєктам достатньо простої більшості голосів. Термінові законопроєкти або законопроєкти що підвищують податки вимагають кваліфікованої більшості у дві третини голосів. Раніше Конституція штату Каліфорнія вимагала кваліфікованої більшості в обох палатах для річного бюджету та для підвищення податків, але після затвердження в 2010 році Законодавчої пропозиції 25 кваліфікована більшість потрібна лише для підвищення податків.[8] До цієї зміни партія меншості могла блокувати ухвалення бюджету.
- Розгляд в іншій палаті — відбувається в такому самому порядку, як і в першій палаті, де розглядався законопроєкт, якщо там він був схвалений. Якщо і друга палата приймає законопроєкт без змін, він напрявляється до губернатора.
- Затвердження змін — якщо законопроєкт затвержено в другій палаті, але зі змінами, він віправляється назад, до палати з якої походить, щоб вона затвердила ці зміни. Ця палата або затверджує зміни і направляє законопроєкт до губернатора, або відхиляє і тоді законопроєкт направляється на розгляд до двопалатного комітету із розв'язання суперечностей.
- Затвердження губернатором — протягом 30 днів з моменту одержання законопроєкту, губернатор може підписати його і цим самим перетворити його на закон, дочекатись поки законопроєкт стане законом автоматично по закінченню 30 днів (не підписуючи його), або може накласти вето на законопроєкт.
- Подолання вето — заветований законопроєкт відправляється назад до палати свого походження. Може відбутися голосування із подолання вето, яке буде успішним у разі якщо за це проголосують дві третини обох палат (такого не відбувалось із 1979 року).[9]
- Введення в дію — кожному закону затвердженому Законодавчими зборами та підтвердженому Губернатором, Секретар штату Каліфорнія присвоює номер. Закони вносяться як розділи в кодекси штату Каліфорнія. Зазвичай, закони ухвалені протягом звичайної сесії починають діяти 1 січня наступного року, окрім постанов про призначення виборів або термінових законів необхідних для збереження публічних миру, безпеки та здоров'я.

## Галерея

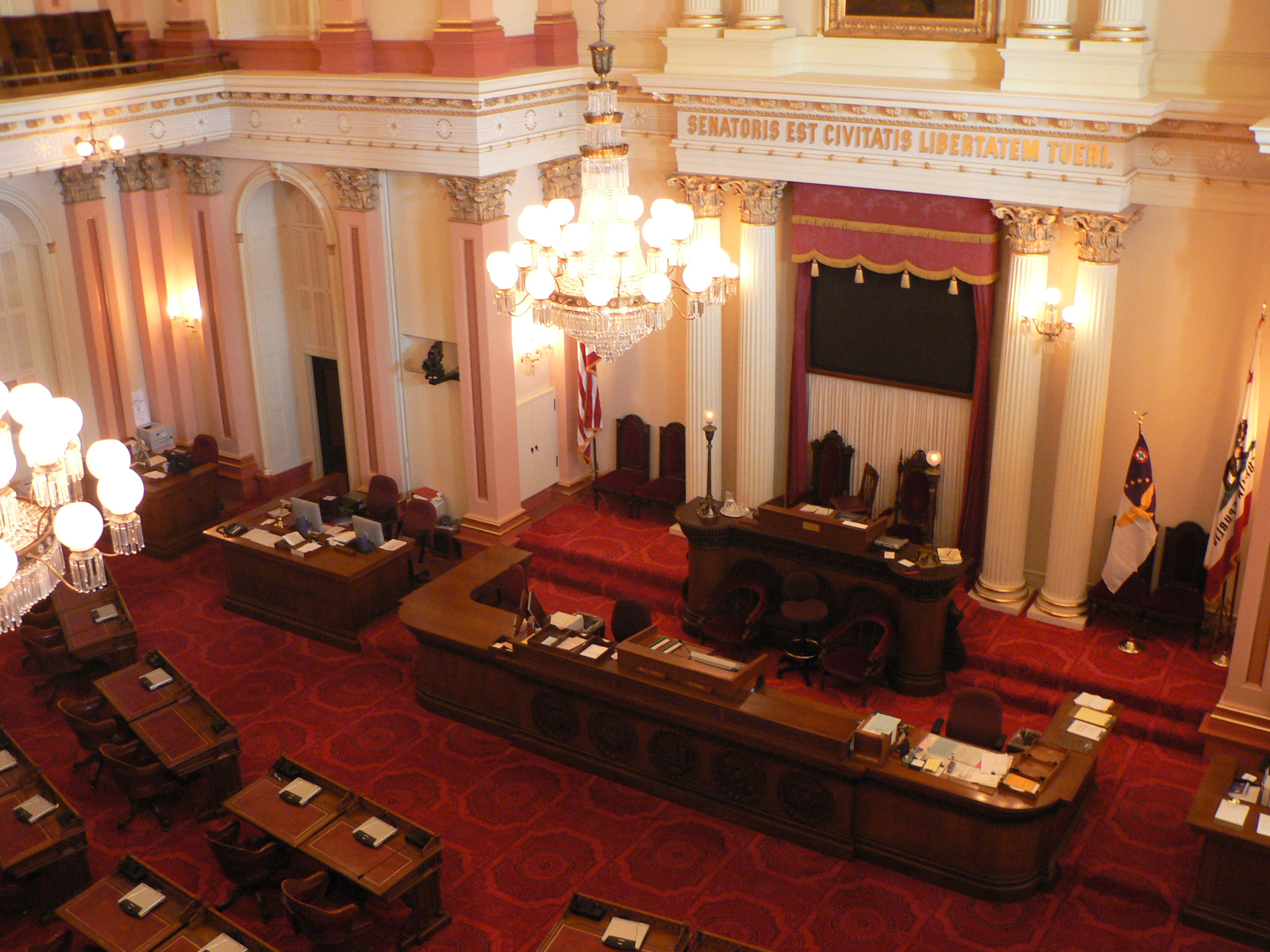
Зала засідань Сенату
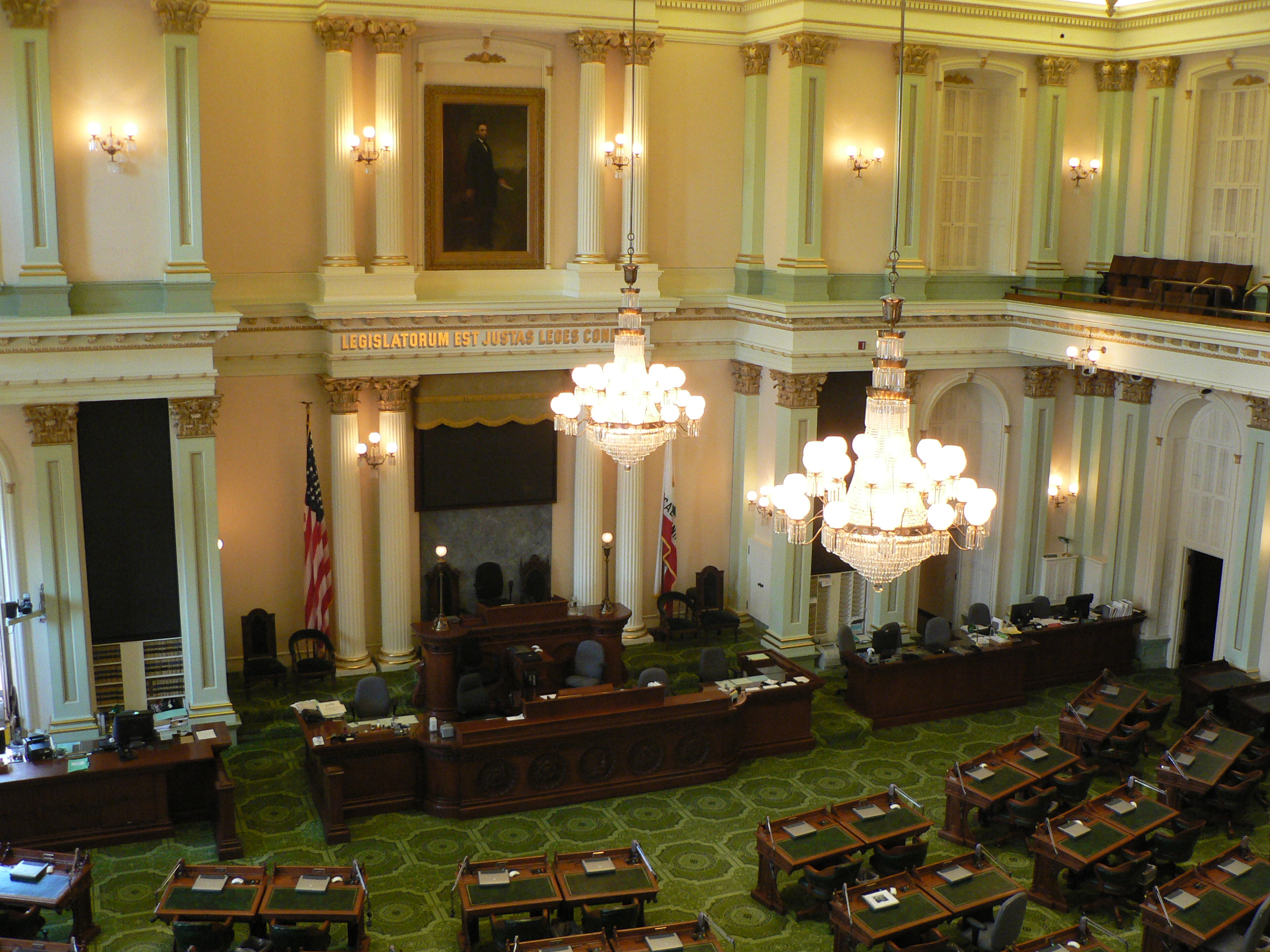
Зала засідань Асамблеї
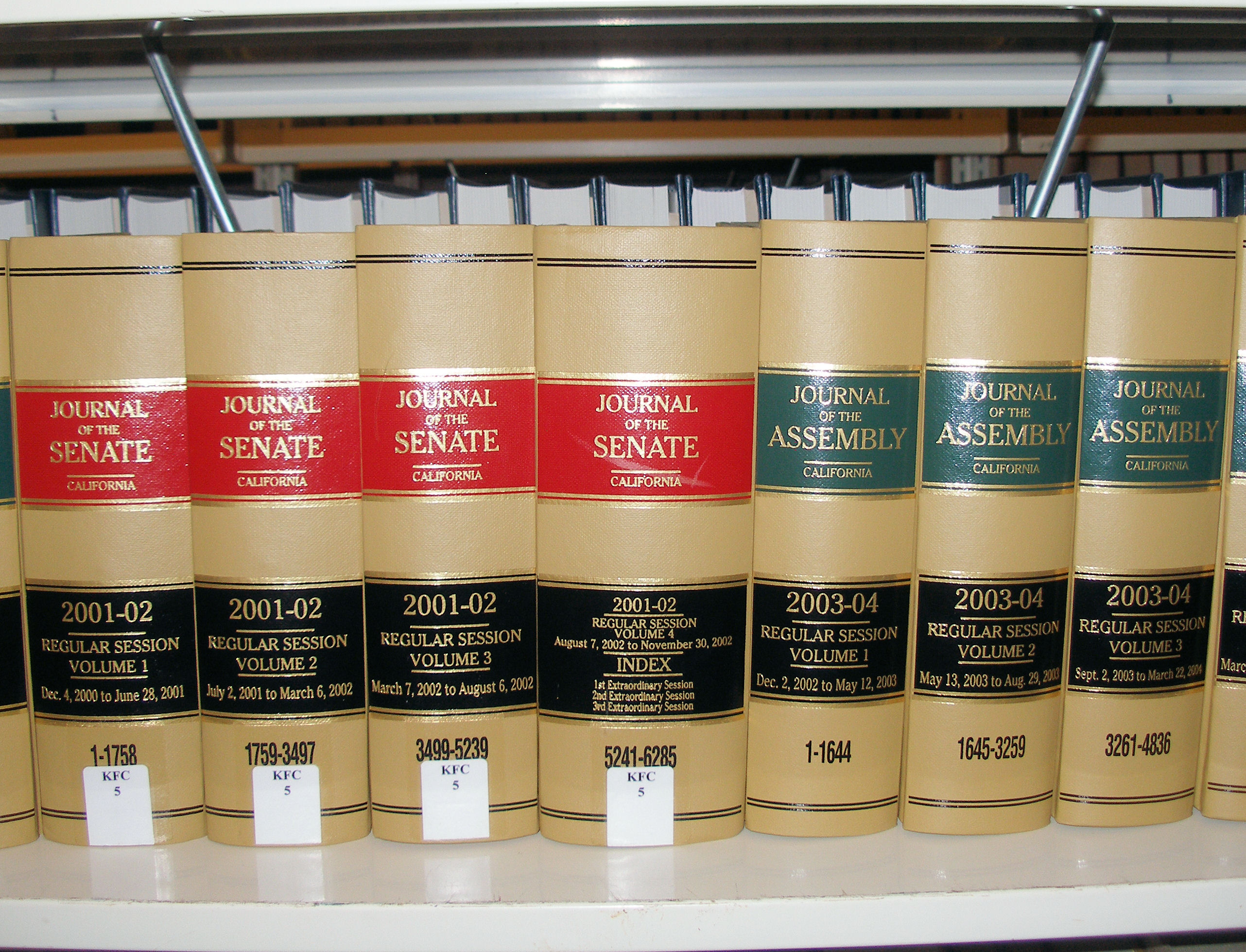
Декілька томів журналів кожної палати (червоний - то Сенат, а зелений - то Асамблея)